# Сторожа
Сторо́жа:
- в Русском царстве XIV—XVII веков конные посты впереди сторожевой (засечной) черты, несущие наблюдательную службу ввиду набегов кочевников с Крыма;
- отряд пограничной стражи;
- при движении войск в боевом порядке — передовые части или передовая стража, она охраняла главные силы, разведывала о путях и неприятеле и добывала «языков» (пленных).

## История
В Древней Руси с X века в военном искусстве использовали конные разведывательные отряды, которые высылались вперёд во время похода для разведки и перехвата конных разъездов и пеших лазутчиков противника. Со времени князя Дмитрия Донского эти небольшие отряды стали превращаться в постоянные службы, с определенной дислокацией на засечных чертах или впереди них. Именно сторожи подали первую весть о движении Мамая; впоследствии они заблаговременно сообщали о наступлении татар-османов и тем давали возможность собрать ратных людей для встречи противника.
Впоследствии перед сторожевыми городами, городками и селениями появилась двойная линия охраны: сторожи и станицы, высылавшиеся на более дальние расстояния и обязанные объезжать указанное им пространство. Сторожа формировались на Руси и высылались на оборонительную линию с ранней весны (около 25 марта по юлианскому календарю — наиболее вероятное время начала татарских набегов) и распределялись по ней на равноудаленных постах, которые были связаны разъездами. Сторожи делились на ближние и дальние, сменные и бессменные. Иногда самый дальний сторожевой пост мог быть удален от города на 50 — 60 верст и, таким образом, эта служба покрывала огромное пространство в степи в сторону Крыма. Разъезды до соседних сторожей, как правило занимали около суток пути.
К XVI веку конные отряды сторожей насчитывали до 10 человек. Они высылались из порубежных городов Алатыря, Темникова и Кадома для дозорной службы за Диким полем между р. Барыш на восток и р. Выша на запад. При царе Иване Грозном служба сторожей была приведена в порядок.
В январе и феврале 1571 года, по царскому указу, в Москве собирался военный съезд во главе с воеводой М. И. Воротынским. Итогом этого съезда был вынесенный 16 февраля приговор «О станичной и сторожевой службе», который стал первым военным уставом России. В уставе помимо других военных подразделений были досконально прописаны обязанности сторожей, которые имели много общих черт с несением современной пограничной службы.
Тяжелая станичная и сторожевая служба отправлялась в первую очередь городовыми казаками, детьми боярскими и другими знатными людьми. Сторожи должны были осуществлять контроль за закрепленными «урочищами» (участками поля). Основная их задача состояла в быстром оповещении порубежных городов о приближении крымских, перекопских и ногайских татар. Надзор за «урочищами» сторожа осуществляли нарядами (обычно по 2 недели каждый), и длился он как и раньше с ранней весны до зимы. Для наблюдения за сторожами высылались «дозорщики», которые набирались из детей боярских.
По 5 «росписям» устава и по последующим другим документам определялись точные дислокации сторожей и предписывалось, чтобы

 сторожи на сторожах стояли бережно и усторожливо и без перемены с сторож не съезжали, чтоб сторожи без сторожей ни на один час не были, чтоб воинские люди на наши украины безвестно не пришли. 
Сторожи находились в ведении Приказа Казанского дворца. Служба в сторожах считалась хотя и трудной, но почётной. Справочная книга Императорской Главной квартиры сообщает, что городовые казаки, которые во время войн набирались в сторожи «из вольных нетяглых и безземельных батраков» приравнивались к некоему высшему военному классу и даже «за службу получали поместья наравне с „детьми боярскими“». Это утверждение вызывает сомнение у современных исследователей.
Со временем сторожи и станицы смещались вместе с береговой охранной линией все далее на юг. При Петре I эти пограничные службы почти повсеместно были упразднены, так как на значительной части границы уже находились казачьи войска и устроены были небольшие, но частые укрепления (шанцы).

## Должности и звания засечной стражи
Для охраны засек в Московском государстве существовали засечные воеводы и головы, которым подчинялись засечные приказчики и сторожа. Каждый уезд составлял отдельную часть стражи и находился в ведении засечного головы. При смене сторожей старые ручались за новых. Главное начальство над засеками вверялось засечным воеводам.
Так же как и пушкари, стрельцы и городовые казаки, засечная стража считалась служилыми людьми «по прибору» и получала от казны денежное, пороховое и соляное жалование.
Местное население также несло повинность обороны засек. За отдельными звеньями засек смотрели местные крестьяне — «окольные люди». В тревожное время дозорщики собирали ополчение — с 20 дворов (а в иное время — с 3 и 5, смотря по расстоянию) по одному ратнику с пищалью, топором и киркой. От казны же им отпускалось по 2 фунта пороха и столько же свинца.
В мирное время засечная стража подчинялись Пушкарскому приказу, где велись дозорные книги, в военное — воеводе того разряда, на территории которого располагалась черта (Белгородского, Воронежского, Сибирского и т. д.). С конца XVII века засечной стражей управлял Пушкарский стол Рейтарского приказа.

### Засечный приписной сторож (дозорщик)
Военная должность, возникшая в ходе сооружения Большой засечной черты в 1521—1566 гг. В ведении таких сторожей, назначавшихся из местных зажиточных крестьян, находились отдельные прясла (звенья) участков, на которые делились засеки. Каждому приписному сторожу поручалось для наблюдения 1 прясло (звено) засечного участка, то есть пограничная полоса длиной в несколько сотен метров. В мирное время приписной сторож следил за степью, чтобы вовремя узнать о появлении врагов, и препятствовал местным жителям растаскивать из засечных укреплений срубленные деревья на хозяйственные нужды.
При нападении же кочевников засечный приписной сторож выполнял функции десятника или капрала, собирая под своей командой небольшую группу местных крестьян для защиты вверенного прясла пограничной черты.
Подчинялись засечные приписные сторожа тому засечному поместному сторожу, в чей участок входили их прясла.

### Засечный поместный сторож (ездовой сторож)
Военная должность, возникшая в ходе сооружения Большой засечной черты в 1521—1566 гг. В ведении таких сторожей, назначавшихся из местных городовых дворян и детей боярских, поручались отдельные участки тех или иных засек, обычно полосы длиной в несколько километров. Поместные сторожа подчинялись засечному голове и засечному приказчику той засеки, в которую входили их участки, а сами руководили засечными приписными сторожами, ведавшими отдельными звеньями их участков.
В мирное время засечные поместные сторожа регулярно объезжали свой участок (полосу), ведя наблюдение за границей и охраняя заповедную черту и леса от потрав и разрушений со стороны местного населения. При угрозе же нападения кочевников каждый засечный поместный сторож возглавлял оборону своего участка, собирая под своей командой до сотни и более бойцов, в основном мобилизованных по разнарядке местных крестьян.
По служебному старшинству должность засечного поместного сторожа примерно соответствовала званию сотника у стрельцов и городовых казаков, а также IX—XII классу позднейшей петровской «Табели о рангах», то есть её занимали лица, имевшие позднее чины от поручика до капитана.

### Засечный приказчик
Военная должность, возникшая в ходе сооружения Большой засечной черты в 1521—1566 гг, введенная затем и на других засеках. Засечный приказчик являлся ближайшим помощником и заместителем засечного головы, а иногда самостоятельным начальником небольшой засеки — участка укреплённой пограничной линии длиной в несколько десятков километров (обычно — ворота с прилегающей территорией). Назначался из местных городовых дворян или городовых детей боярских и имел под своим началом до несколько сотен бойцов. В подчинении у засечного приказчика находилось несколько засечных поместных сторожей, охранявших со своими отрядами отдельные участки данной засеки и постоянный гарнизон острога при воротах. При нападении кочевников засечный приказчик обычно руководил обороной засечных ворот.
По служебной иерархии должность засечного приказчика примерно соответствовала званию есаула у городовых казаков, а также VIII классу «Табели о рангах», то есть её обычно занимали лица, имевшие позднее чин майора.

### Засечный голова
Военная должность на Засечных чертах Русского государства с начала XVI по начало XVIII века. Засечный голова командовал отрядами пограничной засечной стражи, охранявшими от набегов татар и других кочевников определённые участки засечной черты — засеки, находящиеся на территории какого-либо уезда. Назначался из обычно из выборных или дворовых детей боярских. В подчинении у каждого засечного головы находились засечные приказчики и несколько сотен рядовых — засечных сторожей, набиравшихся из местных крестьян. Сами же засечные головы подчинялись засечным воеводам.
В случае опасности они собирали окрестных людей, дрались с неприятелем и даже ходили в поход.
По рангу засечный голова примерно соответствовал VI—VII классам «Табели о рангах» или званиям подполковника или полковника.

### Засечный воевода
Военная должность на Засечных чертах Русского государства с начала XVI по начало XVIII века. Засечный голова командовал всей засечной чертой. Назначался только из знатных бояр.
По рангу засечный воевода примерно соответствовал IV классу «Табели о рангах» или званию генерала от фортификации.
В начале XVIII столетия в связи с затиханием набегов кочевников и перенесением границы далеко на юг засечные черты утратили свое значение и постепенно упразднились, а вместе с ними исчезла и засечная стража.